# Gnindi
Gnindi est une commune rurale située dans le département de Thion de la province de la Gnagna dans la région de l'Est au Burkina Faso.

## Géographie
Gnindi est situé à 4,5 km au Nord-Ouest de Thion, le chef-lieu du département.

## Santé et éducation
Le centre de soins le plus proche de Gnindi est le centre de santé et de promotion sociale (CSPS) de Thion.